# زنبور بنا

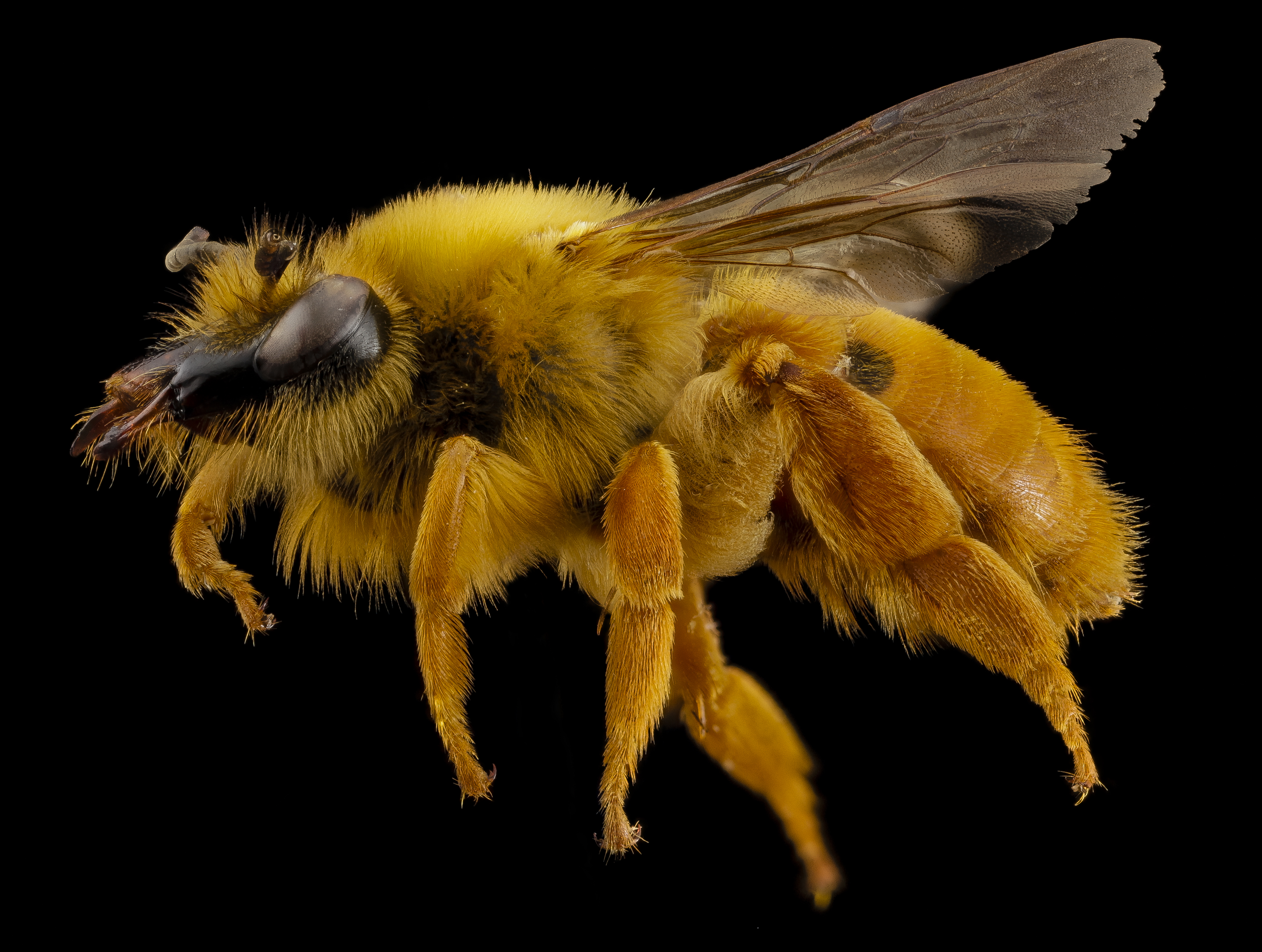
تصویری نزدیک از زنبور بنا

زنبورهای بنا (نام علمی: Colletidae) نام یک تیره از بالاخانواده زنبورواران است.